# Garde côtière indienne
La Garde côtière indienne (ICG) est une force armée qui protège les intérêts maritimes de l'Inde et applique le droit maritime, avec juridiction sur les eaux territoriales de l'Inde, y compris sa zone contiguë et sa zone économique exclusive. La Garde côtière indienne a été officiellement créée le 18 août 1978 par la loi sur la garde côtière du Parlement de l'Inde en tant que force armée indépendante de l'Inde. Elle opère sous la tutelle du ministère de la défense et elle travaille en étroite collaboration avec la marine indienne, le ministère des Pêches, les douanes et les forces de police centrales et d'État.

## Historique

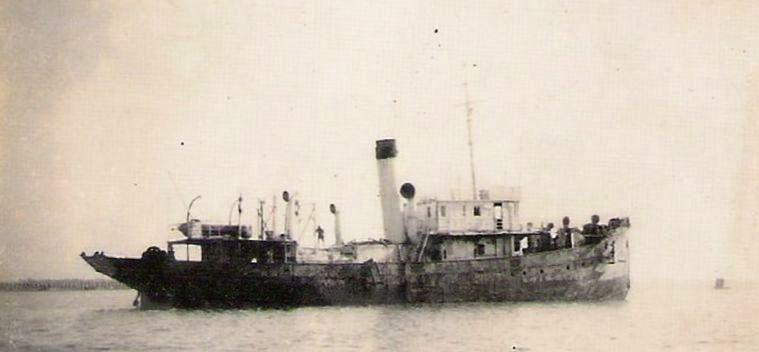
SS Nautilus utilisé par la marine indienne pendant la seconde guerre mondiale.

La création de la Garde côtière indienne a d'abord été proposée par la marine indienne pour fournir des services maritimes non militaires à la nation. Dans les années 1960, la contrebande maritime de marchandises menaçait l'économie intérieure de l'Inde. Le Département des douanes indiennes a fréquemment demandé à la marine indienne de l'aider à patrouiller et à intercepter les efforts de lutte contre la contrebande.
Le Comité Nagchaudhuri a été constitué avec la participation de la marine indienne et de la force aérienne indienne pour étudier le problème. En août 1971, le comité a identifié la nécessité de patrouiller le vaste littoral indien, de mettre en place un registre des navires de pêche hauturière afin d'identifier les activités illégales et de mettre en place une force capable et bien équipée pour intercepter les navires se livrant à des activités illégales. Le comité a également examiné le nombre et la nature de l'équipement, de l'infrastructure et du personnel requis pour fournir ces services.

Drapeau de la Garde côtière.

En 1973, l'Inde avait lancé un programme d'acquisition de l'équipement et commencé à remplacer le personnel de la marine indienne pour ces tâches de lutte contre la contrebande et d'application de la loi, conformément aux dispositions de la loi sur le maintien de la sécurité intérieure. La marine indienne a senti que la nature d'application de la loi de ces fonctions s'écartait de sa mission principale en tant que service militaire. L'amiral Sourendra Nath Kohli, alors chef d'état-major de la marine, a donc fait une recommandation au secrétaire à la Défense soulignant la nécessité d'un service maritime distinct pour s'acquitter de ces tâches et offrant l'assistance de la Marine dans sa création. Le 31 août 1974, le secrétaire à la Défense a soumis au secrétaire du Cabinet une note proposant au Cabinet de donner suite à la recommandation de l'amiral Kohli.
En conséquence, en septembre 1974, le cabinet indien a créé le Comité Rustamji, sous la présidence de Khusro Faramurz Rustamji, avec la participation de la Marine, de la Force aérienne et des Douanes pour examiner les lacunes en matière de sécurité et d'application de la loi entre les rôles de la marine indienne et des forces de police centrales et d'État. La découverte de pétrole au large de Bombay High a en outre souligné la nécessité d'un service d'application et de protection du droit maritime.
Une Garde côtière indienne intérimaire est créée le 1er février 1977, équipée de deux petites corvettes et de cinq patrouilleurs transférés de la Marine. Les devoirs et fonctions du service ont été officiellement définis dans la loi sur la garde côtière, qui a été adoptée par le Parlement indien le 18 août 1978 et est entrée en vigueur immédiatement.
Le vice-amiral V.A. Kamath de la marine indienne a été nommé directeur général fondateur. Le Premier ministre Morarji Desai a inspecté la garde d'honneur lors de l'inauguration du service. Le vice-amiral Kamath a proposé un plan quinquennal pour faire de l'ICG une force puissante d'ici 1984, mais le plein potentiel de ce plan n'a pas été immédiatement réalisé en raison d'un resserrement des ressources économiques.
L'un des succès opérationnels historiques de l'ICG s'est produit en octobre 1999, avec la reprise en haute mer d'un cargo japonais immatriculé au Panama, le MV Alondra Rainbow, détourné de l'Indonésie. Son équipage a été secouru au large de Phuket, en Thaïlande. Le navire avait été repeint sous le nom de MV Mega Rama et a été repéré au large de Kochi, en direction du Pakistan. Elle a été poursuivie par l' ICGS Tarabai et l'INS Prahar (K98) de la marine indienne, et appréhendée. C'était la première poursuite réussie de pirates armés en plus d'un siècle.

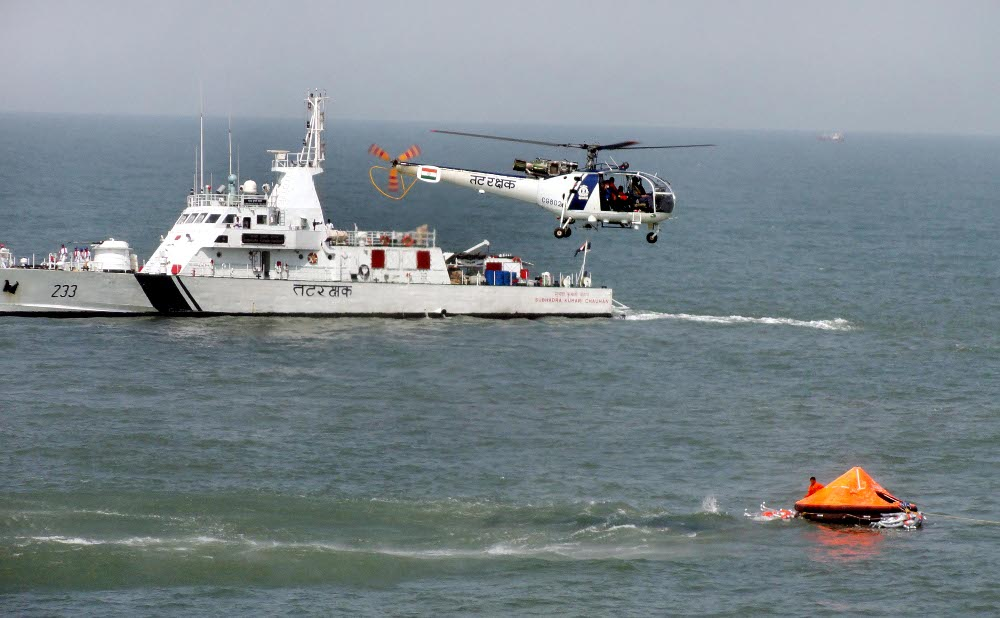
Exercice de la Garde côtière en 2014.

La Garde côtière indienne effectue des exercices avec les autres gardes-côtes du monde. En mai 2005, l'ICG a convenu d'établir des liaisons de liaison avec l'Agence pakistanaise de sécurité maritime (PMSA). En 2006, la Garde côtière indienne a mené des exercices avec ses homologues japonais et coréens.
Après les attaques à Bombay du 26 au 29 novembre 2008, le gouvernement indien a lancé un programme visant à étendre la force, les actifs et l'infrastructure de l'ICG. La force vise à avoir 150 navires et 100 avions bimoteurs d'ici 2020 dans sa flotte.

## Rôle et responsabilités
- Sécurité et protection des îles artificielles, des terminaux offshore et d'autres installations
- Protection et assistance aux pêcheurs et marins en mer
- Préservation et protection de l'écologie et de l'environnement marins , y compris la lutte contre la pollution
- Assistance au Département des douanes et autres autorités dans les opérations anti-contrebande
- Application des lois dans les eaux territoriales et internationales
- Collecte et support de données scientifiques
- Défense nationale pendant les hostilités (sous le contrôle opérationnel de la marine indienne)

Responsabilités supplémentaires de la Garde côtière indienne:
- Comité de coordination de la sécurité en mer (OSCC) - Le directeur général de la Garde côtière indienne est le président de l'OSCC, constitué par le ministère du Pétrole et du Gaz naturel (MoPNG).
- National Maritime Search and Rescue Coordinating Authority (NMSARCA) : Le directeur général de la Garde côtière indienne est le NMSARCA pour l'exécution/la coordination des missions de recherche et de sauvetage (SAR)
- Lead Intelligence Agency (LIA) - Pour les frontières côtières et maritimes
- Sécurité côtière : Le directeur général de la Garde côtière indienne est le commandant du commandement côtier et est responsable de la coordination globale entre les organismes centraux et étatiques dans toutes les questions relatives à la sécurité côtière.

## Équipement

### Aérien
| Aircraft                     | Photo                        | Origine                      | Type                                | Modèle                       | En service                   | Notes                        |
| Avion de patrouille maritime | Avion de patrouille maritime | Avion de patrouille maritime | Avion de patrouille maritime        | Avion de patrouille maritime | Avion de patrouille maritime | Avion de patrouille maritime |
| ---------------------------- | ---------------------------- | ---------------------------- | ----------------------------------- | ---------------------------- | ---------------------------- | ---------------------------- |
| Dornier 228                  |                              | Allemagne Inde               | Avion de reconnaissance             | 101/201                      | 23                           |                              |
| CASA C-295                   |                              | Espagne                      | Patrouilleur maritime               | C-295MPA                     | 0                            | 6 appareils en commande.     |
| Hélicoptère                  |                              |                              |                                     |                              |                              |                              |
| HAL Dhruv                    |                              | Inde                         | Hélicoptère de manœuvre et d'assaut | Mk.1                         | 4,                           | 16 Mk. III en commande,.     |
| HAL Chetak                   |                              | France Inde                  | Hélicoptère de manœuvre et d'assaut |                              | 17                           |                              |